# Мерабова Маріам Оніковна
Маріам Оніковна Мерабова (вірм. Մարիամ Մերաբովա, ім'я при народженні — Маріне Оніковна Алахвердова, нар. 28 січня 1972, Єреван, Вірменська РСР, СРСР) — радянська, вірменська та російська співачка (мецо-сопрано), авторка пісень, композитор, актриса, телеведуча. Учасниця шоу «Голос» та «Три акорди».

## Життєпис

### Походження
Маріам (Марине) Оніковна Алахвердова (Мера́бова) народилася 28 січня 1972 року в місті Єревані, Вірменська РСР у сім'ї тбіліських вірмен. Батько — Онік Ліпаритович Алахвердов (1921—1975), юрист, був музично обдарованою людиною. Сім'я по батьківській лінії родом із Карса, де Алахвердові були відомою лікарською династією. Мати — Ірма Миколаївна Сулханова (Сулханянц), журналістка.

### Початок кар'єри
З 5-річного віку Маріам розпочала навчання у ЦМШ ім. Чайковського у Єревані.
У 1980 році переїхала з сім'єю до Москви, де й продовжила навчання у школі імені Гнесіних за класом фортепіано. Далі продовжила навчання в училищі при Московській консерваторії, яке, проте, не закінчила. Через рік вона вступила на естрадно-джазове відділення за класом вокалу, училища імені Гнесіних, яке закінчила у 1996 році (клас педагога Рудневої Анни Ігорівни).

### Сольна кар'єра
З 1993 по 1995 рік Маріам працювала постійною бек-вокалісткою у Миколи Носкова. У різні роки писала бек-вокал на студіях для Ольги Кормухіної, Сосо Павліашвілі та інших виконавців.

### Проєкт «Мірайф»
У 1998 році спільно з продюсером та майбутнім чоловіком, Арменом Мерабовим, Маріам починає роботу в джазовому проєкті "Мірайф ". У 1999 році в Будинку Композиторів, Народний артист Росії, член Союзу Композиторів — Юрій Саульський представив «Мірайф», як новий та перспективний джазовий проєкт.
У 2000 році пройшла презентація першого альбому « Мірайф» — «The bridge», випущеного на лейблі «Богема Мьюзік».

### We Will Rock You (мюзикл)
У 2004 році отримала пропозицію взяти участь у мюзиклі We will rock you, де їй було запропоновано одну з головних ролей — Killer Queen. Мюзикл був написаний музикантами гурту Queen Браяном Мейем та Роджером Тейлором на згадку про незабутнього вокаліста гурту Фредді Мерк'юрі.

### З 2014 по 2016 рік
З 2014 по 2015 роки Маріам Мерабова викладала у Школі професійного творчого розвитку Алли Пугачової.
У 2015 році, Маріам брала участь у зйомках телесеріалу Сергія Майорова — «Біловоддя. Таємниця загубленої країни». Прем'єра телесеріалу планувалася на каналі СТС восени 2018 року.
13 листопада 2016 року програма « Сто годин щастя» Маріам Мірабовою зібрала повний Світлановський зал Московського міжнародного Будинку музики.
У тому ж 2016 році Маріам озвучила бабусю Моані — Талу, у повнометражному мультфільмі Walt Disney Animation Studios — «Ваяна» (англ. Moana) — і виконала пісні «Дом родной» и «Я — Моана».

### з 2018 року
З вересня 2018 року Маріам — педагог з вокалу в Музичній школі Леоніда Агутіна.

## Громадянська позиція
У 2022 році підтримала напад Росії на Україну, озвучивши основні міфи та наративи російської антиукраїнської пропаганди в обґрунтуванні мотивів вторгнення.
Маріам Мерабова в бесіді з В'ячеславом Манучаровим в рамках його YouTube-каналу «Емпатія Мануччі» в середині липня 2023 року пошкодувала, що Алла Пугачова виступила проти Росії. Наприкінці лютого 2022 року вона емігрувала до Ізраїлю, бо протягом попередніх 11 років перебувала в опозиції до російської влади.
|  | «Я часто потрапляла на її розмови з Софією Михайлівною Ротару, вона говорила із явним негативом у бік Росії, – згадала Маріам. — Взагалі, перехід Пугачової на той бік стався, коли вона стала довіреною особою Прохорова — багато хто пам'ятає її баталії з Жириновським. У школі талантів навчалися діти опозиціонерів. Сонечка Нємцова, дочка Бориса, чарівна, я її дуже люблю». |

## Творчість

### Дискографія
- 2000 — «The bridge» («Богема Мьюзік»)

1. Summertime
2. Route 66
3. There Will Never Be Another You
4. I Want To Go Home
5. Once I Loved
6. Blue Seven
7. All of Me
8. Blues for Mama
9. How Do You Keep The Music Play

- 2004 — «Intelligent Music» («Intelligent Enterprise»)

1. Lover Man (George Gershwin)
2. My Funny Valentine (Richard Rogers)
3. Mad About The Boy (George Gershwin)
4. The Daddy Has Come (Armen Merabov)
5. Cry Me Rever (Arthur Hamilton)
6. So Easy (Armen Merabov)
7. Din-di (Antonio Carlos Jobim)

### Ролі у мюзиклах
- 2004 — Мюзикл « We will rock you» — написаний легендарними музикантами групи Queen Браяном Мейєм та Роджером Тейлором на згадку про незабутнього вокаліста групи Фредді Мерк'юрі — одна з головних ролей — Killer Queen .

### Акторські роботи
| Рік  |   | Назва                                              | Роль                           |    |
| ---- | - | -------------------------------------------------- | ------------------------------ | -- |
| 2016 | ф | Голоси великої країни                              | співачка Аїда Романова         | ру |
| 2018 | с | Мама                                               | Марина Завенівна, головна роль | ру |
| 2019 | с | Біловоддя. Таємниця загубленої країни (1-ша серія) | камео                          | ру |

### Дубляж та озвучування
| Рік  |    | Назва                 | Роль                        |                                                                 |
| ---- | -- | --------------------- | --------------------------- | --------------------------------------------------------------- |
| 2016 | мф | Ваяна                 | Тала, бабуся Моани          | виконала пісні «Дім рідний» та «Я — Ваяна» / ру                 |
| 2016 | ф  | Голоси великої країни | співачка Аїда Романова      | виконала пісні «Ветер перемен» та «Любовь, похожая на сон» / ру |
| 2020 | мф | Душа                  | Террі                       | ру                                                              |
| 2021 | мс | Смішарики             | закадровий голос вихователя | ру                                                              |

### Участь у музичних телешоу
- У 2014 році Маріам Мерабова взяла участь у третьому сезоні музичного телевізійного шоу « Голос» на « Першому каналі»[15] . У складі команди Леоніда Агутіна Маріам дійшла до фіналу проєкту, посівши зрештою 4-е місце.
- 1 березня 2015 року Маріам Мерабова взяла участь як гість у телевізійному шоу перевтілень "Точ-у-точь " (другий сезон, третій етап) на «Першому каналі», виконавши пісню «Половина серця» з репертуару Леоніда Агутіна разом з Оскаром Кучера в образі російського співака Леоніда Агутіна, Етері Беріашвілі та Еліної Чага. А також номер імпровізації з членом журі Максимом Аверіним[16][17] .
- Маріам брала участь у 3-му сезоні шоу « Три акорди», в якому її суперниками виступили Ірина Апексімова, Єва Польна, Альона Свиридова, Анастасія Макєєва, Дмитро Пєвцов, Ігор Саруханов, Дмитро Дюжев, Олександр Шоуа та Ярослав Сумішевский .

## Особисте життя
- Старша донька — Мерабова Ірма Арменівна (нар. 26 грудня 1995)
- Чоловік (2005—2019) — Армен Левонович Мерабов (1975—2019) ), музикант (тромбоніст і піаніст), композитор, автор музики до фільмів, продюсер.
  - Донька Софія (нар. 9 квітня 2007)
  - Син Георгій (нар. 7 липня 2013 року) .

### Статті та інтерв'ю
- Маріам Мерабова — онлайн-телегід «Навколо ТБ»
- Зірка «Голосу» Маріам Мерабова схудла на 53 кілограми
- Маріам Мерабова на «JazzMap»
- Маріам Мерабова на Jazz Parking (біографія, фото, відео)
- Маріам Мерабова на Першому каналі
- Маріам Мерабова — все інтерв'ю для журналу «7 ДНІВ»
- Маріам Мерабова — все інтерв'ю для журналу (інтернет порталу) — «Woman's Day»